# سيلينيد الفضة
 سيلينيد الفضة  مركب كيميائي له الصيغة Ag2Se ، يوجد في الطبيعة على شكل معدن رمادي مسود، نادر الوجود يدعى Naumannite ناومانيت.

## الخواص
تكون البنية البلورية لمركب سيلينيد الفضة عادة على شكل معيني قائم من النمط β، ولكن عند درجات حرارة تفوق 130 °س يتحول إلى النمط α المكعب، تكون فيها المجموعة الفراغية Im-3m ، رقم 229، رمز بيرسون cI20.
يرافق تغير البنية هذا حدوث ازدياد في الناقلية الأيونية للمركب بمقدار 10 آلاف مرة لتصل إلى حوالي 2 سيمنز/سم.

## التحضير
يمكن الحصول على مسحوق من أبعاد النانو باستعمال مركب عضوي للسيلينيوم وهو 3,2,1-ديازول السيلين selenadiazole ، والذي يعطي شكلاً فعالاً من السيلينيوم نتيجة التفكك الحراري. أظهرت التحاليل باستخدام المجهر الإلكتروني الماسح أن أبعاد الجسيمات في المسحوق الناتج عن التفاعل أقل من 500 نانومتر.

## الاستخدامات
لمركب سيلينيد الفضة تطبيقات في صناعة المفاتيح الكهربائية في الدارات الإلكترونية Switch وفي مجال أنصاف النواقل، كما يستخدم في مجال النواقل الأيونية الفائقة superionic conductors.